# ロード・オブ・ウォー
『ロード・オブ・ウォー』（Lord of War）は、いわゆる「死の商人」をテーマとした2005年のアメリカ映画。複数の武器商人への取材を元に作られた、ノンフィクションに基づくフィクション映画である。副題は「史上最強の武器商人と呼ばれた男」。
映倫によるレーティングはR-15。内容の細部がやや異なる小説版も出版されている。

## ストーリー
本作は、主人公ユーリ・オルロフが自分の過去を人に語る形で進行する。
ユーリ・オルロフは、ウクライナからユダヤ人を装ってアメリカに移民してきた4人家族の長男である。家族と共にリトル・オデッサ(ニューヨーク・ブルックリン区のブライトン・ビーチBrighton Beachの通称)に住みレストランを開いていた。しかし、客の入りは悪く、父親は見せかけだったユダヤ教を熱心に信仰するようになり、カトリックの母親と信仰を巡って対立していた。そんな中、ユーリは、メニューの偵察に出かけた向いのレストランでロシアン・マフィアの銃撃戦に遭遇する。その光景に衝撃を受けたユーリーは、武器商人の道を歩むことを決意し、弟のヴィタリーを相棒に商売を始める。
ベルリンの兵器見本市では、関係を持とうとした著名な武器商人シメオン・ワイズから門前払いを受けてしまう。しかし、1984年のレバノンベイルートで、以後も関係を持つことになるアメリカ海兵隊将校オリバー・サザンを賄賂で抱き込み、米軍が残していった山積みのM16を売却する。それを皮切りに、素質のあったユーリはヴィタリーと世界中さまざまな相手に銃器を売り捌いていくが、ある時、密輸航行中にインターポールの捜査官ジャック・バレンタインに臨検を受けてしまう。その場は偽装工作とヴィタリーの機転で切り抜けるが、それ以来、ユーリはジャックに目を付けられてしまう。
その後、ヴィタリーは南米で代金として受け取ったコカインを兄と共に使用したのがきっかけで、薬物依存症になり施設に入所する。一方、ユーリは、元ミス・アメリカのエヴァと交際し結婚し、息子をもうける。しかし、彼女の心をつなぎ止めたいがために派手な生活を送るようになり、破産寸前に追い込まれる。
そんなユーリに転機が訪れる。東西冷戦が終結し、祖国ウクライナを支配していたソビエト連邦が崩壊したのだ。彼は、早速ウクライナで基地司令官をしている叔父のデミトリー・ヴォルコフ少将の元に向かい、兵器庫にあったAK-47やT-72、Mi-8ヘリなどを外国に売買する。バレンタイン捜査官がユーリを取り締まりに来るが、その追及をかわす。その2日後、ワイズの申し出を断った叔父は、ユーリの目の前で、自分がプレゼントした車に仕掛けられた爆弾で死亡する。以後、ユーリは紛争が続くアフリカ諸国を中心に活動する。そして1995年のある日、商用でリベリアのモンロビアに立ち寄った際、ユーリは同国の大統領アンドレイ・バプティストから呼び出しを受ける。大統領は、商魂逞しいユーリを一目で気に入り、以降ユーリはもっぱら彼と取引するようになる。やがて、彼の資産は膨れ上がり、数年で妻に教えていた嘘の年収を越える。
だがある日、ユーリの家を訪れたジャック捜査官がエヴァに夫の本当の仕事を暴露してしまう。両親を強盗に銃で殺された過去を持つエヴァは、ユーリに離婚を迫る。妻を愛していたユーリは、武器取引から手を引くことを決める。それ以来、合法なビジネスのみを扱うようになったユーリだが、そんな彼の元にバプティスト大統領が現れ、武器の取引を持ちかける。悩みながらも、合法的なビジネスの儲けのなさから武器取引を再開することにしたユーリは、躊躇うヴィタリーを説得し、再び商売に赴く。
アフリカを訪れたユーリ達は、バプティスト大統領に紹介された客にトラック2台分の武器を運び、商談を始める。ユーリが代金について客と話し合う間、周囲を見て回っていたヴィタリーは、自分達が運んだ武器が虐殺のために使われることに気づく。ユーリに売買を中止するよう話すが、自分達には関係のない事だと言って聞き入れない。そこでヴィタリーは、隙を突いてトラックに積まれた武器を手榴弾で爆破する。もう一台のトラックにも手榴弾を投げ込もうとするが、客の護衛に付いていた兵士がヴィタリーを射殺する。ユーリは当初の半分の代金を受け取り、帰国の途につく。
弟の遺体と共に帰国したユーリだが、ヴィタリーの体内に残っていた銃弾が金属探知機に引っ掛かってしまう。病で急死したという内容で偽造した診断書を咎められ、留置場に送られる。そこにバレンタイン捜査官が現れると、ユーリの妻エヴァを尾行して、ユーリがアメリカに隠していた武器を見つけたことを告げる。
だがユーリは、落ち着き払った様子で、これからバレンタインが経験するであろう出来事を言い当ててみせる。大手柄を挙げたバレンタインは昇進を知らされるが、同時にユーリが解放されることも聞かされる。最大の武器商人とは国家であり、国家が表立って武器を売れない場合にユーリのような武器商人が駆り出されるのだから、便利な手駒を捨てることはできない、と話す。
物事はその予測通りに動き、ユーリは解放される。
そして実の弟を失い、妻と子供にも出て行かれ、親にも絶縁されたユーリは、またしても戦地へと赴くのだった。

## ユーリの掟
ユーリは、武器商人としての4つの掟を定めている。
1. 自分の商品では撃たれないこと。
2. 常に支払いの確保をしておくこと。
3. 自ら銃を持って顧客に加勢しないこと。
4. 戦争をしないこと。特に、自分自身とは。

## キャスト
| 役名                           | 俳優                   | 日本語吹替 |
| ------------------------------ | ---------------------- | ---------- |
| ユーリ・オルロフ               | ニコラス・ケイジ       | 大塚明夫   |
| ヴィタリー・オルロフ           | ジャレッド・レト       | 神奈延年   |
| ジャック・バレンタイン         | イーサン・ホーク       | 咲野俊介   |
| エヴァ・フォンテーン・オルロフ | ブリジット・モイナハン | 岡寛恵     |
| アンドレイ・バプティスト Sr.   | イーモン・ウォーカー   | 菅原正志   |
| アンドレイ・バプティスト Jr.   | サンミ・ロティビ       | 小松史法   |
| シメオン・ワイズ               | イアン・ホルム         | 稲垣隆史   |
| デミトリー・ヴォルコフ         | エフゲニー・ラザレフ   | 益富信孝   |

その他の声の出演：浦山迅／すずき紀子／谷昌樹／彩乃木崇之／櫛田泰道／木下紗華／加納千秋／武田華／丸山壮史／瀬尾恵子

## 音楽
アントニオ・ピントのサウンドトラック「Lord of War」は、2005年12月9日にオーディオCDとしてリリースされた。15曲が含まれており、収録時間は39分。アコースティックギターの静かな演奏で構成されている。
このサントラCDに収録されていない音楽
- For What It's Worth (1967)
- Young Americans (1975)
- Money (That's What I Want) (1959)
- Coyita
- Cocaine (1975)
- La Vie en Rose
- A Kiss to Build a Dream On (1935)
- It's the Most Wonderful Time of the Year (1963)
- O, Little Town of Bethlehem (1868)
- Volga's Boatmen's Song
- Kill That
- U Ready to Die
- Glory Box (1995)
- Fade into You (1993)
- Mumbai Theme Tune (1997)
- Diarabi (2000)
- Hallelujah (1984)
- Mama Africa
- D-Tune (2002)
- Bobo-Dioulasso
- Swan Lake, Op.20 (1877)
- The Ride of the Valkyries (1870)

## 題名について
作中では、バプティスト大統領がユーリのことを「ロード･オブ・ウォー（Lord of war）」と形容したのに対し、ユーリがそれを「ウォー・ロード（War lord）」であると訂正するシーンがある。「ウォー・ロード」という言葉には「軍閥」や「司令官」という意味があるのに対して、「ロード・オブ・ウォー」という言葉には「戦争の支配者」という意味がある。いくら戦争指導者といえども、ユーリのような武器・弾薬の供給者がいない限り、戦争することができないということであって、ここにはユーリのような存在こそが戦争を支配しているという思想が込められていると思われる。
本作は、原題と同じ題名で公開されたが、日本では「lord」（君主・王・支配者・酋長などの意。訳語として卿「きょう」と呼ぶこともある。）という単語にあまり馴染みがないので原題の意味が分かりにくいとされ、複数の邦題候補が挙がっていた（日本語ではLとRの区別がないため、広報担当者も当初は「道路」の意を持つ「road」と勘違いしたほどである）。
一時は、アメリカへの皮肉を込めた「アメリカン・ビジネス」に決定し、その邦題での広報なども実際に行っていた。しかし、公開直前になって、監督のアンドリュー･ニコルが異議を唱えた。ニコルによると、「別にアメリカを批判するための映画ではない」「作品の意図が誤解される」ということである。実際、この映画の中でユーリが商っている兵器はAK（カラシニコフ突撃銃）をはじめ、ほとんどロシア製および中国製であり、アメリカの兵器はM16、M60などが登場しただけである。現実世界でも、アメリカ製火器は高価で精密すぎるため、地域紛争が激しく政情不安定な貧しい国々では、メンテナンスの問題から普及していない。
その後、監督と日本サイドとの折衝により、原題での公開と「史上最強の武器商人といわれた男」という副題をつけることで合意した。
以下に邦題案の代表例を挙げる。
- 「ビジネス・オブ・アメリカ」
- 「アメリカン・ビジネス」
- 「アメリカン・ウォー・ビジネス」
- 「アメリカン・WAR・ビジネス」
- 「武器商人ユーリ・オルロフ」
- 「戦場のビジネスマン」

## 評価
レビュー・アグリゲーターのRotten Tomatoesでは147件のレビューで支持率は61%、平均点は6.30/10となった。Metacriticでは31件のレビューを基に加重平均値が62/100となった。

## 単行本
- 『ロード・オブ・ウォー 史上最強の武器商人と呼ばれた男』（竹書房 アンドリュー・ニコル著 鎌田三平訳 2005年12月 ISBN 9784812424711）

## その他
- ニコラス・ケイジの最初の妻との息子が、ウクライナのヘリ整備兵として出演している。
- 「最大の武器供給者である米英露仏中の5か国は、国連安保理の常任理事国でもある」[要出典]